# となりのとなり
『となりのとなり』は、1974年9月28日から1975年3月29日まで夜9時から1時間枠で、日本テレビ系列で「グランド劇場」として放送されたテレビドラマ。

## 概要
そば屋「つる鶴庵」の主人・亀田仙助（51歳）（小林桂樹）が23歳年下の美容師の桜井しずか（28歳）（大原麗子）にプロポーズする。このそば屋の家族と周囲の人々を描いたホームドラマ。

## 出演
- 亀田仙助：小林桂樹
- 桜井しずか：大原麗子
- 亀田今朝夫（長男）：前田吟
- 亀田守（次男）：渡辺篤史
- 亀田ミキ（ラーメン屋の娘・守の嫁）：小鹿ミキ
- 亀田治江（長女）：坂口良子
- 亀田淳子（次女）：桜田淳子
- 賀原夏子
- 上野花子（ラーメン屋の妹）：横山道代
- 磯野洋子
- 角（「つる鶴庵」従業員）：小鹿番
- キヨ（しずかの母）：津島恵子
- 前原（区役所戸籍係）：前川清
- 蝶子：ミヤコ蝶々
- 上野寛永次（ラーメン屋「三十番」の主人）：伴淳三郎

ゲスト出演
- エバ - 第4話
- 進：あいざき進也 - 第10話
- 弓恵子 - 第13話
- 敏雄：中村雅俊 - 第16話
- 英介：近藤正臣 - 第17話～第19話
- ひろ子：岡田可愛 - 第21話～第25話

## スタッフ
- 脚本：松田暢子、池田一朗、松原敏春
- 音楽：樋口康雄
- 演出：波多腰晋二、田中康隆、篠木為八男
- プロデューサー：早川恒夫
- 制作：日本テレビ

## 主題歌
- 「幸せがほしい」（作詞：松本隆、作曲・編曲：樋口康雄、歌：リバティ・ベルス）1974年12月まで
- 「やさしい関係」（作詞：松本隆、作曲・編曲：樋口康雄、歌：リバティ・ベルス）1975年1月から
  - 主題歌のレコード発売時、これら主題歌はそれぞれA面とB面
  - CBSソニーから発売

## サブタイトル
| 各話   | 放送日         | サブタイトル               | 脚本     | 演出       |
| ------ | -------------- | -------------------------- | -------- | ---------- |
| 第1話  | 1974年9月28日  | （サブタイトル無し）       | 松田暢子 | 波多腰晋二 |
| 第2話  | 1974年10月5日  | （〃）                     | 松田暢子 | 田中康隆   |
| 第3話  | 1974年10月12日 | （〃）                     | 松田暢子 | 田中康隆   |
| 第4話  | 1974年10月19日 | （〃）                     | 松田暢子 | 波多腰晋二 |
| 第5話  | 1974年10月26日 | （〃）                     | 松田暢子 | 波多腰晋二 |
| 第6話  | 1974年11月2日  | （〃）                     | 松田暢子 | 田中康隆   |
| 第7話  | 1974年11月9日  | （〃）                     | 松田暢子 | 田中康隆   |
| 第8話  | 1974年11月16日 | 婚姻届! 夫50歳、妻25歳     | 松原敏春 |            |
| 第9話  | 1974年11月23日 | 後妻に同居を迫るとき       | 松原敏春 |            |
| 第10話 | 1974年11月30日 | 娘のラブレターを開けるとき | 松原敏春 |            |
| 第11話 | 1974年12月7日  | 主人が仮病を使うとき       | 松田暢子 |            |
| 第12話 | 1974年12月14日 | 夫の過去がバレるとき       | 松原敏春 |            |
| 第13話 | 1974年12月21日 | 女房が尻に敷いたとき       | 池田一朗 |            |
| 第14話 | 1974年12月28日 | 亭主が借りを返す時         | 池田一朗 |            |
| 第15話 | 1975年1月4日   | 中年男が燃えるとき         | 池田一朗 |            |
| 第16話 | 1975年1月11日  | 母と息子がふれあうとき     | 松原敏春 |            |
| 第17話 | 1975年1月18日  | 娘の秘密をかくすとき       | 松原敏春 |            |
| 第18話 | 1975年1月25日  | 瞼の兄が名乗るとき         | 池田一朗 |            |
| 第19話 | 1975年2月1日   | 男まさりの娘が恋するとき   | 松原敏春 |            |
| 第20話 | 1975年2月8日   | 夫が遊びをおぼえるとき     | 池田一朗 |            |
| 第21話 | 1975年2月15日  | 若すぎる女房に合わせるとき | 松原敏春 |            |
| 第22話 | 1975年2月22日  | 女の亭主が現れたとき       | 池田一朗 |            |
| 第23話 | 1975年3月1日   | 新婚旅行で疲れるとき       | 池田一朗 |            |
| 第24話 | 1975年3月8日   | となりの縁談をこわすとき   | 松原敏春 | 篠木為八男 |
| 第25話 | 1975年3月15日  | 嫁と女房に出来たとき       | 池田一朗 | 田中康隆   |
| 第25話 | 1975年3月22日  | 男がつわりに悩むとき       | 池田一朗 | 篠木為八男 |
| 最終話 | 1975年3月29日  | 家族そろって旅立ちのとき   | 池田一朗 | 田中康隆   |

| 日本テレビ系 土曜グランド劇場 | 日本テレビ系 土曜グランド劇場 | 日本テレビ系 土曜グランド劇場 |
| 前番組                        | 番組名                        | 次番組                        |
| ----------------------------- | ----------------------------- | ----------------------------- |
| 求婚旅行                      | となりのとなり                | ほおずきの唄                  |